# Даусмен (Вісконсин)
Даусмен (англ. Dousman) — селище (англ. village) в США, в окрузі Вокеша штату Вісконсин. Населення — 2419 осіб (2020).

## Географія
Даусмен розташований за координатами 43°0′21″ пн. ш. 88°28′43″ зх. д. / 43.00583° пн. ш. 88.47861° зх. д. (43.005953, -88.478602).  За даними Бюро перепису населення США в 2010 році селище мало площу 6,92 км², з яких 6,67 км² — суходіл та 0,24 км² — водойми.

## Демографія
Згідно з переписом 2010 року, у селищі мешкали 2302 особи в 905 домогосподарствах у складі 585 родин. Густота населення становила 333 особи/км².  Було 975 помешкань (141/км²).
Расовий склад населення:
| - 96,8 % — білих - 0,9 % — азіатів - 0,7 % — чорних або афроамериканців - 0,5 % — корінних американців |

До двох чи більше рас належало 1,0 %. Частка іспаномовних становила 2,9 % від усіх жителів.
За віковим діапазоном населення розподілялося таким чином: 26,2 % — особи молодші 18 років, 55,7 % — особи у віці 18—64 років, 18,1 % — особи у віці 65 років та старші. Медіана віку мешканця становила 40,9 року. На 100 осіб жіночої статі у селищі припадало 86,9 чоловіків;  на 100 жінок у віці від 18 років та старших — 85,3 чоловіків також старших 18 років.
Середній дохід на одне домашнє господарство  становив 74 180 доларів США (медіана — 60 911), а середній дохід на одну сім'ю — 88 869 доларів (медіана — 73 750). Медіана доходів становила 51 212 долари для чоловіків та 46 620 доларів для жінок. За межею бідності перебувало 6,8 % осіб, у тому числі 9,7 % дітей у віці до 18 років та 7,1 % осіб у віці 65 років та старших.
Цивільне працевлаштоване населення становило 1165 осіб. Основні галузі зайнятості: роздрібна торгівля — 19,4 %, виробництво — 16,6 %, освіта, охорона здоров'я та соціальна допомога — 14,9 %.